# Anopheles vaneedeni
Anopheles vaneedeni este o specie de țânțari din genul Anopheles, descrisă de Gillies și Maureen Coetzee în anul 1987. Conform Catalogue of Life specia Anopheles vaneedeni nu are subspecii cunoscute.